# Gewog di Merak
Il gewog di Merak è uno dei quindici raggruppamenti di villaggi del distretto di Trashigang, nella regione Orientale, in Bhutan.